# مسجد و مدرسه دوران اسلامی بیشاپور
مسجد و مدرسه دوران اسلامی بیشاپور در کازرون از بناهای قرن چهارم و مربوط به دوران آل بویه است. این مدرسه به صورت صلیبی شکل ساخته شده، اما در تغییرات بعدی به صورت چهار ایوانی درآمده است.